# Дистиходонтовые
Дистиходонтовые (лат. Distichodontidae) — семейство пресноводных лучепёрых рыб из подотряда цитариновидных отряда хараксообразных. Распространены в Африке.
Различают две формы. У первой формы верхняя челюсть невыдвижная. Тело высокое или удлинённое. Длина тела обычно не превышает 8 см. Питаются очень мелкими животными организмами и растительной пищей. У представителей второй формы верхняя челюсть выдвижная. Тело удлинённое. Питаются плавниками других рыб и мелкими рыбами. Максимальная длина тела 83 см у Distichodus niloticus.
В состав семейства включают 17 родов и 101 вид:
- Belonophago — Белонофаги — два вида
- Congocharax — Конголезские неоны — два вида
- Distichodus — Дистиходы — 23 вида
- Dundocharax — Дундохараксы — монотипический
- Eugnathichthys — Эугнатихты — три вида
- Hemigrammocharax — Хемиграммохараксы — 10 видов
- Ichthyborus — Ихтиоборы — четыре вида
- Mesoborus — Мезоборы — монотипичнеский
- Microstomatichthyoborus — Микростоматихтиоборы — два вида
- Monostichodus — Микродистиходы — три вида[3]
- Nannaethiops — Наннэфиопсы — два вида
- Nannocharax — Наннохараксы — 30 видов[4]
- Neolebias — Неолебиасы — 11 видов
- Paradistichodus — Парадистиходы — монотипический
- Paraphago — Парафаги — монотипический
- Phago — Фаго (род) — три вида
- Xenocharax — Ксенохараксы  — два вида[5]